# Bülent Ecevit
Mustafa Bülent Ecevit, né le 28 mai 1925 à Istanbul  et mort le 5 novembre 2006 à Ankara, est un journaliste, poète et homme d'État turc. 
Premier ministre de Turquie à quatre reprises entre 1974 et 2002, ses mandats sont notamment marqués par l'invasion de Chypre en 1974 et par l'arrestation du chef rebelle kurde Abdullah Öcalan en 1999.

## Biographie

### Jeunesse et études
Né le 28 mai 1925 dans une famille bourgeoise de Istanbul, il passe son baccalauréat en 1944 dans un lycée américain, le Robert College d'Istanbul.
Après avoir suivi à Ankara des études de littérature anglaise, il entre à l'École des études orientales et africaines de Londres où il étudie l'histoire de l'art, le sanskrit et le bengalî.

### Débuts en politique: le CHP
Il entame sa carrière politique en 1957, lorsqu'il adhère au Parti républicain du peuple (CHP), parti social-démocrate et kémaliste. Aux élections législatives du 27 octobre de cette année (en), il est élu député de la province d'Ankara à la Grande Assemblée nationale de Turquie.
Désigné, en 1959, président du CHP dans la province minière de Zonguldak, il est nommé ministre du Travail le 20 novembre 1961, dans le huitième gouvernement d'İsmet İnönü. Il exerce cette responsabilité jusqu'au 20 février 1965.
Lors des élections législatives (en) qui se tiennent le 10 octobre qui suit, il devient représentant de Zonguldak à ce qui était alors la chambre basse du Parlement turc.

### Secrétaire général du CHP
Ambitieux, Ecevit gravit très rapidement les échelons du parti dont il est élu secrétaire général en 1966. Il accentue l'orientation à gauche du parti, persuadé que le socialisme démocratique est le meilleur moyen de se défendre face au communisme. 
Ecevit démissionne de son poste en mars 1971, en raison du soutien accordé par son parti au gouvernement de Nihat Erim, à la suite du coup d'État militaire dirigé contre Süleyman Demirel. Ecevit rejette l'implication des militaires dans les affaires de l'État.

### Premier ministre une première fois
Le 14 mai 1972, âgé de 46 ans, Bülent Ecevit est élu président général (Genel Başkanı) du Parti républicain du peuple, fonction où il remplace İsmet İnönü, démissionnaire six jours plus tôt.
Ecevit, réorientant le parti vers la gauche, cherche à récupérer l’héritage du Parti des travailleurs de Turquie, interdit après le coup d’État de 1971, tout en se posant en leader d’un mouvement en pleine restructuration tant du côté de la jeunesse que du mouvement syndical. Dans une période de cristallisation des oppositions politiques qui tendent à se radicaliser, le CHP espère marquer une nette différence avec ses adversaires et obtenir les voix de gauche via une relecture du kémalisme mettant l’accent sur sa dimension « révolutionnaire ». Il assimile dans cet esprit l’AP de Demirel au conservatisme, sinon à la réaction, et relaie les discours stigmatisant le MHP du colonel Türkeş comme « fasciste ». Il revendique une politique sociale plus marquée en tentant de se poser en partenaire des syndicats et en soutenant les droits des travailleurs et la planification économique. Le parti renforce cette stratégie en entrant l’Internationale socialiste en 1976. Celle-ci s’avérera payante puisque la Confédération des syndicats révolutionnaires de Turquie, ainsi que certains groupes étudiants, appelleront régulièrement leurs adhérents à voter CHP jusqu’en 1980, au détriment des petits partis politiques socialistes marginalisés par leur éclatement et l'empiétement du CHP sur leurs positions.
Il lui revient alors de conduire le parti lors des élections législatives du 14 octobre 1973 qu'il remporte à la surprise générale en devançant l'AP de Demirel, largement favori. Avec 33,3 % des suffrages exprimés, le CHP obtient 185 députés sur les 450 que compte la Grande Assemblée nationale de Turquie, soit sa meilleure performance depuis 1961. Cependant, ne disposant pas de la majorité absolue, Ecevit ne peut gouverner seul et forme alors une coalition des plus surprenantes avec le MSP, une formation politique réputée islamiste qui dispose de 48 sièges au parlement, pour constituer son premier gouvernement. Si les dissensions internes auront raison de la coalition gouvernementale au bout de quelques mois, certaines décisions prises par cette dernière (comme l'amnistie accordée aux prisonniers politiques, la levée de l'introduction de la culture du pavot à opium et l'invasion de Chypre) comptent parmi les plus mémorables de l'histoire turque. 
Après l'effondrement de la coalition CHP-MSP, Ecevit cède le pouvoir à l'indépendant Sadi Irmak, puis devient le principal chef de l'opposition (en) en mars 1975, avec le retour de Demirel aux affaires. 

### Deuxième fois Premier ministre
Aux élections législatives du 5 juin 1977, le CHP remporte plus de 41 % des voix et 213 des 450 députés de la Grande Assemblée nationale de Turquie. En sa qualité de chef du parti vainqueur, Ecevit est invité par le président Fahri Sabit Korutürk à former, le 21 juin, le quarantième gouvernement de la République turque.
Il constitue une équipe de membres uniquement CHP, mais perd le vote de confiance devant les députés. Il cède alors les fonctions de Premier ministre à son prédécesseur Süleyman Demirel.

### Troisième mandat de chef du gouvernement
En janvier 1978, il forme un nouveau gouvernement avec le Parti démocrate (DP) et le Parti de la confiance républicaine (CGP), qui disposent chacun d'un seul député.
Il promet alors de mettre un terme à la crise économique et à la montée de la violence politique. Son mandat ayant été marqué par un accroissement du terrorisme et par une détérioration de l'économie, son action est considérée comme un échec. Contraint de démissionner, il se retire en novembre 1979, remplacé de nouveau par Süleyman Demirel, à qui il avait lui-même succédé.

### Scission du CHP: la fondation du DSP
Après le coup d'État militaire du 12 septembre 1980, les partis politiques sont interdits et Bülent Ecevit est privé d'activité politique. Cela ne l'empêche pas de participer à la fondation, en novembre 1985, du Parti de la gauche démocratique (DSP), une formation social-démocrate, kémaliste et étatiste dont son épouse Rahşan prend la présidence.
Porté lui-même à la direction du parti une fois son interdiction levée, le 13 septembre 1987, il subit les contraintes de la nouvelle loi électorale qui impose un seuil de représentativité de 10 % en ne remportant que 8,5 % des suffrages. Il abandonne ses fonctions de président du DSP le 7 mars 1988, mais les retrouve le 15 janvier 1989.
Lors des élections législatives du 20 octobre 1991, sa formation franchit le seuil électoral et remporte sept sièges, dont un pour lui-même qui fait ainsi son retour dans l'arène parlementaire après onze années d'absence.

### La montée du DSP
Quatre ans après, à l'occasion des élections législatives anticipées du 24 décembre 1995, après avoir représenté la province de Zonguldak depuis trente ans, il se fait élire député dans la province d'Istanbul. Lors de ce scrutin, le DSP devient une véritable force parlementaire avec 76 représentants sur 550 et un score de 14,6 % des voix.
À la tête du parti, il participe à la coalition gouvernementale formée avec le Parti de la mère patrie (ANAP), parti politique de centre droit. De juin 1997 à janvier 1999 il occupe le poste de vice-Premier ministre. 

### Dernier mandat à la tête du gouvernement turc

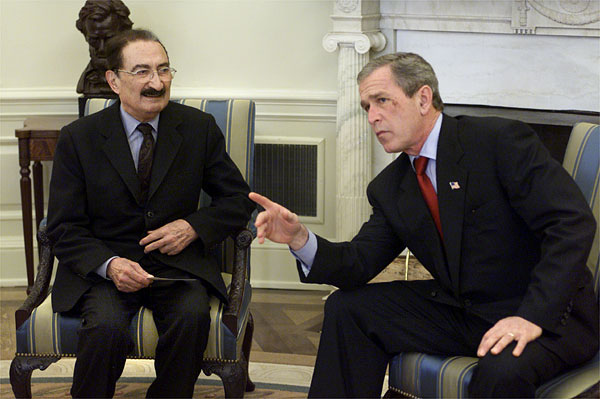
Bülent Ecevit et le président des États-Unis George W. Bush le 16 janvier 2002 dans le bureau ovale.

Le 11 janvier 1999, le président Süleyman Demirel le nomme à 74 ans Premier ministre pour la quatrième et dernière fois de sa vie, avec pour fonction de diriger le pays jusqu'aux élections législatives anticipées du 18 avril suivant. Bien que le DSP ne soit que la quatrième force parlementaire avec seulement 76 députés, il obtient le soutien sans participation des trois plus grands partis du pays.
Lors du scrutin anticipé, le parti d'Ecevit réalise un score de 22,2 %, le meilleur depuis sa fondation, devenant la première force politique turque avec 136 députés sur 550. Cherchant à s'assurer un gouvernement majoritaire après l'instabilité de la précédente législature, il s'associe avec le Parti d'action nationaliste (MHP), formation nationaliste d'extrême droite qu'il qualifiait de fasciste dans les années 1970, et l'ANAP. Le cinquante-septième gouvernement de la République, formé le 28 mai, dispose ainsi d'une forte majorité absolue de 351 sièges.
Son mandat est marqué par des scandales politique, par le tremblement de terre d'août 1999 qui fait 20 000 morts et qui fait éclater au grand jour la corruption qui gangrène la Turquie, et par la grande crise financière de 2000-2001, qui mène l'économie turque au bord de la banqueroute. Il abandonne le projet de construction d'une centrale nucléaire à Akkuyu en 2000.
Son dernier mandat reste aussi historiquement marqué par la capture de l'« ennemi public numéro un », le chef du Parti des travailleurs du Kurdistan, Abdullah Öcalan. Le 16 février 1999, la voix tremblante d'émotion, Ecevit s'adresse au pays, dans une déclaration télévisée, et annonce l'arrestation du chef rebelle kurde, dans laquelle la Turquie a pourtant joué un rôle minime, l'opération ayant été réalisée essentiellement par les services secrets américains, israéliens et grecs,. 

### Contestation interne et échec électoral
Bülent Ecevit, d'un âge avancé et très malade, continue malgré tout d'occuper son poste. Le 4 mai 2002, il est hospitalisé et se trouve empêché d'exercer ses fonctions au sein du gouvernement pendant près de deux mois.
Le 25 juin 2002, des députés du DSP demande à Ecevit de démissionner et le Premier ministre convoque des élections anticipées qui ont lieu le 3 novembre 2002. Son parti, le DSP, s'effondre, obtenant à peine 1,22 % des voix lors des élections du 3 novembre 2002, au profit de l'AKP de Recep Tayyip Erdoğan.

### Retrait de la politique et décès
En 2004, Bülent Ecevit se retire de la vie publique et publie des ouvrages de poésie, de politique ainsi que des traductions. Il traduit notamment des auteurs tels que Rabindranath Tagore, Ezra Pound, T. S. Eliot et Bernard Lewis.
Il meurt le 5 novembre 2006 dans un hôpital militaire d'Ankara où il était hospitalisé depuis le mois de mai, à la suite d'une hémorragie cérébrale survenue lors des funérailles de Mustafa Yücel Özbilgin (en), un membre du Conseil d'État assassiné dans un attentat.